# Desa Sarimukti (administrativ by i Indonesien, lat -7,70, long 108,13)
Desa Sarimukti är en administrativ by i Indonesien.   Den ligger i provinsen Jawa Barat, i den västra delen av landet, 220 km sydost om huvudstaden Jakarta.